# Apremont (Oise)
Apremont település Franciaországban, Oise megyében. Lakosainak száma 638 fő (2022. január 1.). Apremont Creil, Courteuil, Aumont-en-Halatte, Verneuil-en-Halatte, Saint-Maximin és Vineuil-Saint-Firmin községekkel határos.

## Népesség
A település népességének változása:
| Lakosok száma | 690  | 679  | 689  | 660  | 654  | 644  | 642  | 640  | 638  |
|               | 2013 | 2015 | 2016 | 2017 | 2018 | 2019 | 2020 | 2021 | 2022 |